# اوگوری، فوکوئوکا
اوگوری در استان فوکوئوکا در کشور ژاپن واقع شده‌است  که دارای جمعیت ۵۸٬۴۶۰ نفر و مساحت ۴۵٫۵۰ کیلومتر مربع با تراکم جمعیت ۱٬۲۸۵  نفر در کیلومترمربع است و در تاریخ ۱ آوریل ۱۹۷۲ به عنوان شهر شناخته شد.